# Irene Fuchs
Irene Fuchs (geboren 5. Dezember 1905 in Konstanz; gestorben 16. Februar 1951 in London) war eine deutsche Juristin und Holocaustüberlebende.

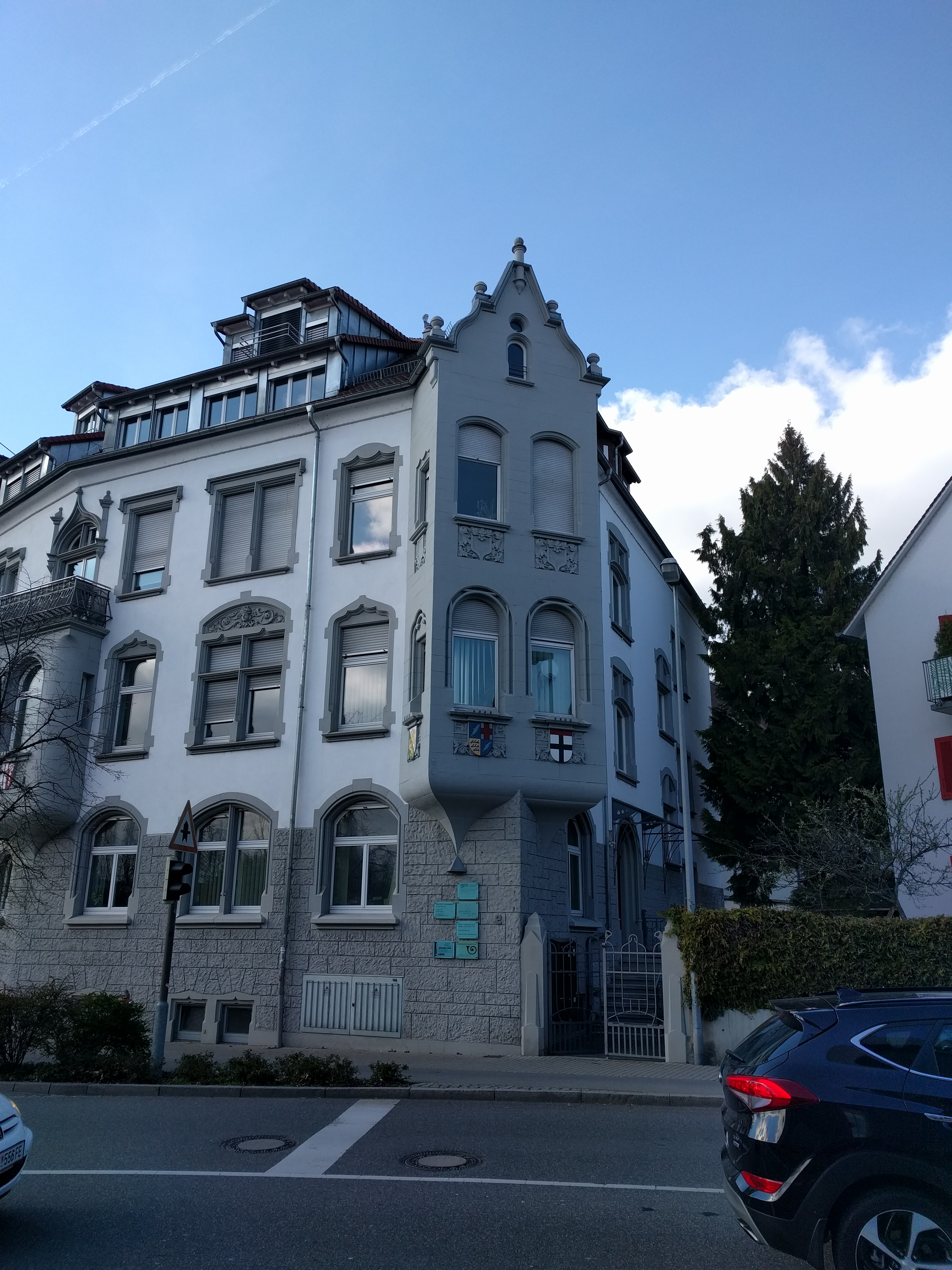
Elternhaus in Konstanz (2019)

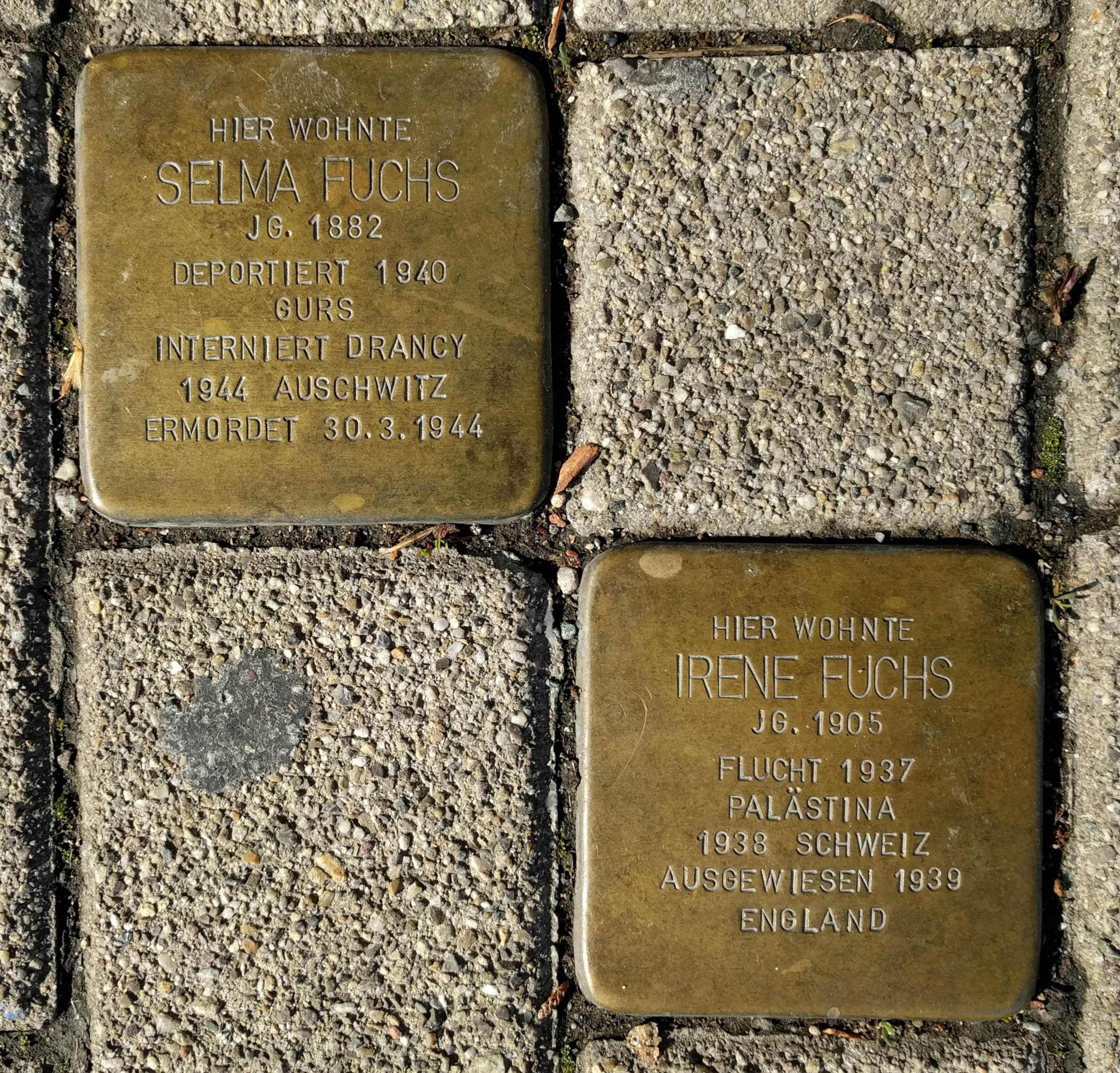
Stolpersteine Döbelestr 2 (2019)

## Leben
Irene Fuchs war eine Tochter des Konstanzer Rechtsanwalts Sigmund Fuchs und der Selma Koblenzer. Ihr Vater starb am 29. November 1937, ihre Mutter wurde am 22. Oktober 1940 in der Wagner-Bürckel-Aktion in das Camp de Gurs deportiert und wurde 1944 im KZ Auschwitz vergast. Fuchs besuchte die Schule in Konstanz und brach mit siebzehn Jahren den Besuch der Höheren Mädchenschule ab, schaffte es aber, 1925 als Externe die Reifeprüfung am Knaben-Realgymnasium Freiburg nachzuholen. In dieser Zeit hatte sie eine Liebesbeziehung zum Pfarrer Conrad Gröber (1872–1948) begonnen, der von ihren Eltern zu Rat gezogen worden war, da er als Vorstandsmitglied in einem Verein für gefährdete Mädchen in Konstanz mitwirkte.
Fuchs studierte Jura an der Universität Freiburg im Breisgau, an der Universität München und der Universität Heidelberg. Die erste juristische Staatsprüfung legte sie im Frühjahr 1929 in Karlsruhe ab und begann im April das Referendariat. Im Februar 1932 wurde sie bei Gustav Radbruch in Heidelberg promoviert. Im Herbst 1932 fiel sie beim ersten Versuch, in Karlsruhe das zweite juristische Staatsexamen zu machen, durch. Die politischen Umstände im Frühjahr 1933 verunmöglichten einen zweiten Versuch. Fuchs machte eine Reise nach Spanien und suchte im Juli 1933 Gröber, der 1932 zum Erzbischof von Freiburg ernannt worden war, im Kloster Hegne auf und machte ihm Vorhaltungen wegen seiner opportunistischen Haltung zum Nationalsozialismus.
Im Sommer 1934 reiste sie nach Palästina, konnte dort aber nicht Fuß fassen. Die Gestapo setzte nun Gröber wegen des vergangenen Liebesverhältnisses unter Druck, und Gröber denunzierte Fuchs als „rachenehmende Jüdin“. Fuchs wurde 1936 zweimal von der Gestapo verhört. Sie reiste im Frühjahr 1937 erneut nach Palästina und unverrichteter Dinge gelangte sie ein Jahr später nach Carabietta in die Schweiz. Im Herbst 1938 bemerkten die Schweizer Behörden, dass Fuchs sich illegal in der Schweiz aufhalte, und es kam zu mehreren Ausreiseverfügungen, die Fuchs mit juristischen Eingaben und einem Asylantrag noch bis Februar 1939 in die Länge ziehen konnte. Ihr Karlsruher Cousin Siegmund Heinrich Fuchs war bereits 1933 nach England emigriert. Er hatte 1938 den Namen S. H. Foulkes angenommen und arbeitete als Psychoanalytiker. Er verschaffte ihr im Spätsommer 1939 ein Visum für die Einreise nach Großbritannien.
Sie fand Arbeit als Hausangestellte und wurde im Dezember 1939 als politischer Flüchtling anerkannt, die britische Staatsbürgerschaft erhielt sie aber erst 1950. 1942 meldete sie sich zum Auxiliary Territorial Service, nach Kriegsende arbeitete sie für einen Rechtsanwalt. Mit Elisabeth Marx (1918–2004), einer Cousine, die später den gemeinsamen Cousin Foulkes heiratete, fuhr sie 1947 ins besetzte Deutschland, um mit Unterstützung des Konstanzer Rechtsanwalts Hans Venedey das zwischenzeitlich von den Nationalsozialisten enteignete Elternhaus in der Döbelestraße zurückzufordern.
Fuchs starb mit 45 Jahren. Ihr Leichnam wurde im Golders Green Crematorium eingeäschert.

## Dissertation
- Vergleichende Darstellung des straf- und zivilrechtlichen Schuldbegriffs. Wertheim : Bechstein, 1932 Heidelberg, Univ., Diss., 1932